# Edmund Deberry
Edmund Deberry, född 14 augusti 1787 i Montgomery County i North Carolina, död 12 december 1859 i Montgomery County i North Carolina, var en amerikansk politiker. Han var ledamot av USA:s representanthus 1829–1831, 1833–1845 och 1849–1851. Han var först nationalrepublikan och sedan whig.
Deberry var verksam som plantageägare i North Carolina. År 1829 efterträdde han John Culpepper som kongressledamot och efterträddes 1831 av Lauchlin Bethune. År 1833 tillträdde han på nytt som kongressledamot. Deberry satt i kongressen fram till år 1845 och gjorde sedan comeback 1849 efter en paus på fyra år. År 1851 efterträddes han i representanthuset av Alfred Dockery.
Deberry avled 1859 och gravsattes på en familjekyrkogård i Montgomery County.